# Begräbnisgesang (Brahms)

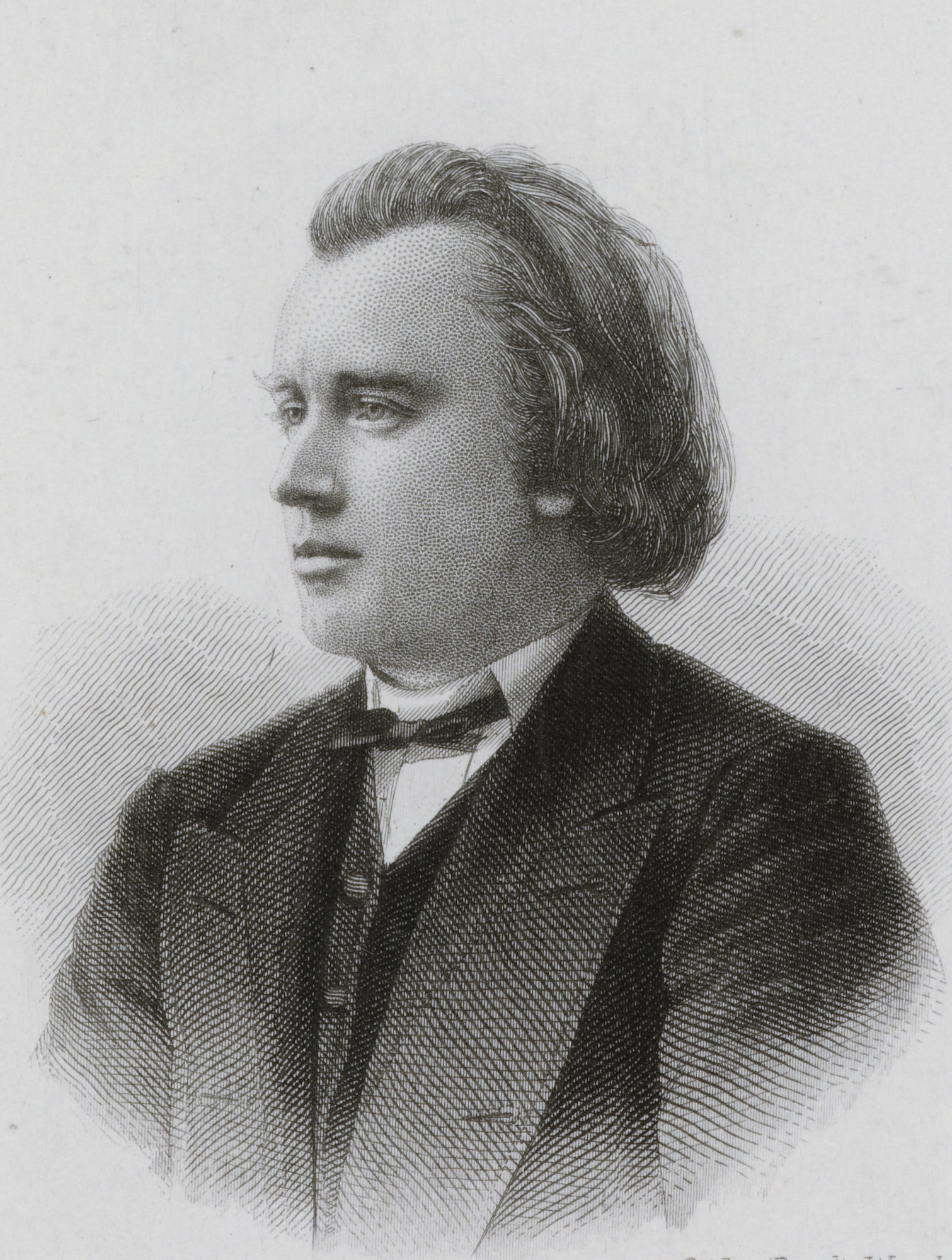
Johannes Brahms (1860)

Begräbnisgesang op. 13 ist eine Komposition für gemischten Chor und Blasorchester von Johannes Brahms. Sie entstand 1858 und wurde am 2. Dezember 1859 in Hamburg uraufgeführt.

## Geschichte
Johannes Brahms komponierte das Werk als 25-Jähriger im Oktober 1858, als er in Detmold als Klavierlehrer und Chorleiter tätig war. Ursprünglich hatte er für die Instrumentation auch tiefe Streicher vorgesehen, doch berichtete er im März 1859 in einem Brief an Joseph Joachim: „Meinen Grabgesang habe ich prächtig instrumentiert! Er sieht ganz anders aus, seit ich die ungehörigen Bässe und Celli gestrichen habe.“ Spekulationen, Brahms habe das Werk noch in Detmold mehrfach aufgeführt, sind nicht belegt. Auch widerspricht dem eine briefliche Äußerung an Carl Grädener vom November 1859, in der Brahms schreibt: „Noch gar kein Hofconcert hatten wir, Singübungen wenig“. Uraufgeführt wurde das Werk am 2. Dezember 1859 im Wörmerschen Saal des Hamburger Conventgartens; der Komponist selbst dirigierte seinen Hamburger Frauenchor. Als Titel hatte Brahms ursprünglich Gesang zum Begräbnis vorgesehen, dies aber später zu Grabgesang geändert. Der endgültige Titel Begräbnis-Gesang wurde beim Druck des Werkes 1860 vom Verleger Jakob Melchior Rieter-Biedermann festgelegt.
Über den Kompositionsanlass sind keine gesicherten Fakten überliefert. Neben der Erinnerung an den zwei Jahre zuvor verstorbenen Freund Robert Schumann könnte auch Brahms’ Beziehung zu dessen Ehefrau Clara eine Rolle gespielt haben. Nach Übersendung des Manuskripts antwortete Clara Schumann an Brahms: „Das lass mir einmal an meinem Grabe singen – ich meine, bei diesem Stücke habest du doch an mich gedacht.“ Jürgen Neubacher verweist darauf, dass im Eingangsmotiv des Werkes Clara Schumanns Initialen „C. SCH.“ als Tonsymbol identifiziert werden können.

## Text
Der Text besteht aus den sieben Strophen des Chorals Nun laßt uns den Leib begraben von Michael Weiße. Er erschien erstmals 1531 im Gesangbuch der Böhmischen Brüder. Dieses Lied ist bis heute in Gesangbüchern verbreitet und findet sich in textlich überarbeiteter Form unter dem Titel Nun legen wir den Leib ins Grab unter der Nr. 520 im Evangelischen Gesangbuch. Die Verse des Textes sind streng achtsilbig, entziehen sich aber einem metrischen Schema.
Nun laßt uns den Leib begraben,

bei dem wir kein’n Zweifel haben,

er werd am letzten Tag aufstehn,

und unverrücklich herfür gehn.

Erd ist er und von der Erden,

wird auch wieder zu Erd werden,

und von Erden wieder aufstehn,

wenn Gottes Posaun wird angehn.

Seine Seel lebt ewig in Gott,

der sie allhier aus seiner Gnad

von aller Sünd und Missetat

durch seinen Bund gefeget hat.

Sein Arbeit, Trübsal und Elend

ist kommen zu ein’m guten End,

er hat getragen Christi Joch,

ist gestorben und lebet noch.

Die Seel, die lebt ohn alle Klag,

der Leib schläft bis am letzten Tag,

an welchem ihn Gott verklären

und der Freuden wird gewähren.

Hier ist er in Angst gewesen,

dort aber wird er genesen,

in ewiger Freude und Wonne

leuchten wie die schöne Sonne.

Nun lassen wir ihn hier schlafen,

und gehn allsamt unser Straßen,

schicken uns auch mit allem Fleiß,

denn der Tod kommt uns gleicher Weis.

## Werkbeschreibung
Besetzung:
fünfstimmig gemischter Chor (SATBB), 2 Oboen, 2 Klarinetten, 2 Fagotte, 2 Hörner, 3 Posaunen, Tuba, Pauken
Die Aufführungsdauer beträgt ca. 8 Minuten.
Das Werk ist formal zweiteilig gegliedert, wobei in der Schlussstrophe die Melodie der ersten Strophe wiederaufgenommen wird. Die Gruppen der Strophen I–III und IV–VI sind in sich symmetrisch angelegt, so dass sich folgendes Strophenschema ergibt: A – B – A’ – C – D – C’ – A’. Die strophische Anlage wird durch kurze instrumentale Zwischenspiele betont. Die Anfangs- und Schlussstrophe sind durch einen responsorialen Wechsel zwischen einer Vorsängergruppe (I. Strophe: Bass II; VII. Strophe: Alt) und dem Chor charakterisiert; das Schweigen der Sopranstimme in diesen Strophen nimmt satztechnisch ähnliche Merkmale des Deutschen Requiems (1865–68) vorweg.
Die Komposition steht in der Grundtonart c-Moll, der zweite Teil ist nach Dur aufgehellt. Das Zeitmaß ist durchgehend gemessen (Marcia funebre). Die Melodik ist modal beeinflusst. Die konsequente Rhythmisierung führt unweigerlich zu Betonungsfehlern, die Brahms durch die Melodieführung auszugleichen bemüht war, denen aber aufführungspraktisch vor allem durch eine eher mensurale, also gewichtsneutrale Wiedergabe der Taktzeiten begegnet werden kann, was zu einer Aufführungsweise führt, „die zugleich gewichtig und doch schwebend ist“.